# Mission sui juris de Sainte-Hélène, Ascension et Tristan da Cunha
La mission sui juris de Sainte-Hélène, Ascension et Tristan da Cunha est une juridiction de l'Église catholique.

## Territoire
La mission sui juris couvre Sainte-Hélène, Ascension et Tristan da Cunha.

## Histoire
La mission sui juris est érigée le 18 août 1986.

## Supérieurs
- du 1er octobre 1986 au 9 août 2002 Anton Agreiter, M.H.M.
- du 9 août 2002 au 26 octobre 2016 Michael Bernard McPartland, S.M.A.
- du 26 octobre 2016 au 18 juillet 2024 : Hugh David Renwick Turnbull Allan, O. Praem.
- depuis le 18 juillet 2024 : Tom Thomas Pattasseril, I.C.